# Akt prawny
Akt prawny – działanie mające doniosłość prawną i rodzące skutki prawne. Mogą zostać podzielone na indywidualne (adresowane do konkretnie określonych podmiotów) oraz generalne (adresowane do pewnej kategorii adresatów).
Akty prawne wydawane przez kompetentne organy prawodawcze, mocą których ustanawiane są przepisy prawa, nazywane są aktami normatywnymi, aczkolwiek pod tym pojęciem można także rozumieć wszystkie teksty zawierające normy postępowania.

## Podział aktów prawnych
Spośród aktów prawnych można wyróżnić akty indywidualne oraz generalne (normatywne).
Na indywidualne akty prawne składają się:
1. akty stosowania prawa w postaci rodzących skutki prawne decyzji wydawanych w indywidualnych sprawach przez organy państwowe (np. orzeczeń sądowych, decyzji administracyjnych);
2. czynności prawne[2].

Spośród generalnych aktów prawnych w Polsce w Konstytucji RP wyróżniono:
- akty prawa o mocy powszechnie obowiązującej, w tym:
  - ratyfikowane umowy międzynarodowe
  - ustawy
  - rozporządzenia
  - akty prawa miejscowego
- akty prawa o charakterze wewnętrznym
  - uchwały Rady Ministrów
  - zarządzenia Prezesa Rady Ministrów[3].

Generalnymi aktami prawnymi mogą być tylko te akty, które zostały ogłoszone w sposób przewidziany przez prawo. W Polsce generalne akty prawne publikowane są wyłącznie w następujących dziennikach urzędowych:
- Dziennik Ustaw Rzeczypospolitej Polskiej,
- Dziennik Urzędowy Rzeczypospolitej Polskiej „Monitor Polski”,
- dzienniki urzędowe ministrów kierujących działami administracji rządowej,
- dzienniki urzędowe organów centralnych,
- wojewódzkie dzienniki urzędowe[1].

## Budowa aktu prawnego
Generalne akty prawne w Polsce zbudowane są co do zasady w następujący sposób (przewidziany także przez zasady techniki prawodawczej):
- tytuł aktu,
- przepisy merytoryczne ogólne i szczegółowe;
- przepisy o zmianie przepisów obowiązujących (przepisy nowelizujące);
- przepisy epizodyczne;
- przepisy przejściowe i dostosowujące;
- przepisy końcowe (przepisy uchylające, o wejściu w życie oraz przepisy o wygaśnięciu mocy obowiązującej aktu)[1].